# Pujon
Pujŏn é uma cidade no norte da província de Hamgyong Sul, na Coreia do Norte.
Em contextos históricos, Pujŏn às vezes é conhecido como Fusen, de acordo com sua pronúncia japonesa.[carece de fontes?]

O Exército Revolucionário Popular da Coreia [ko] construiu um acampamento secreto no Monte Okryon em Pujŏn na década de 1930. Esta área foi o lar de atividades revolucionárias de Kim Jong-suk durante a luta anti-japonesa. Comemorando suas atividades, o Local da Batalha Revolucionária de Pujŏn foi designado.
1. ↑  «Pujon Revolutionary Battle Site of DPRK Introduced by ITAR-TASS» (em inglês). KCNA. 7 de agosto de 2012. Arquivado do original em 12 de outubro de 2014